# Lincoln LS
Lincoln LS — задньоприводний автомобіль з кузовом типу седан в верхньому сегменті середнього класу, що виготовлявся компанією Lincoln між 1999 та 2006 роками.

## Опис

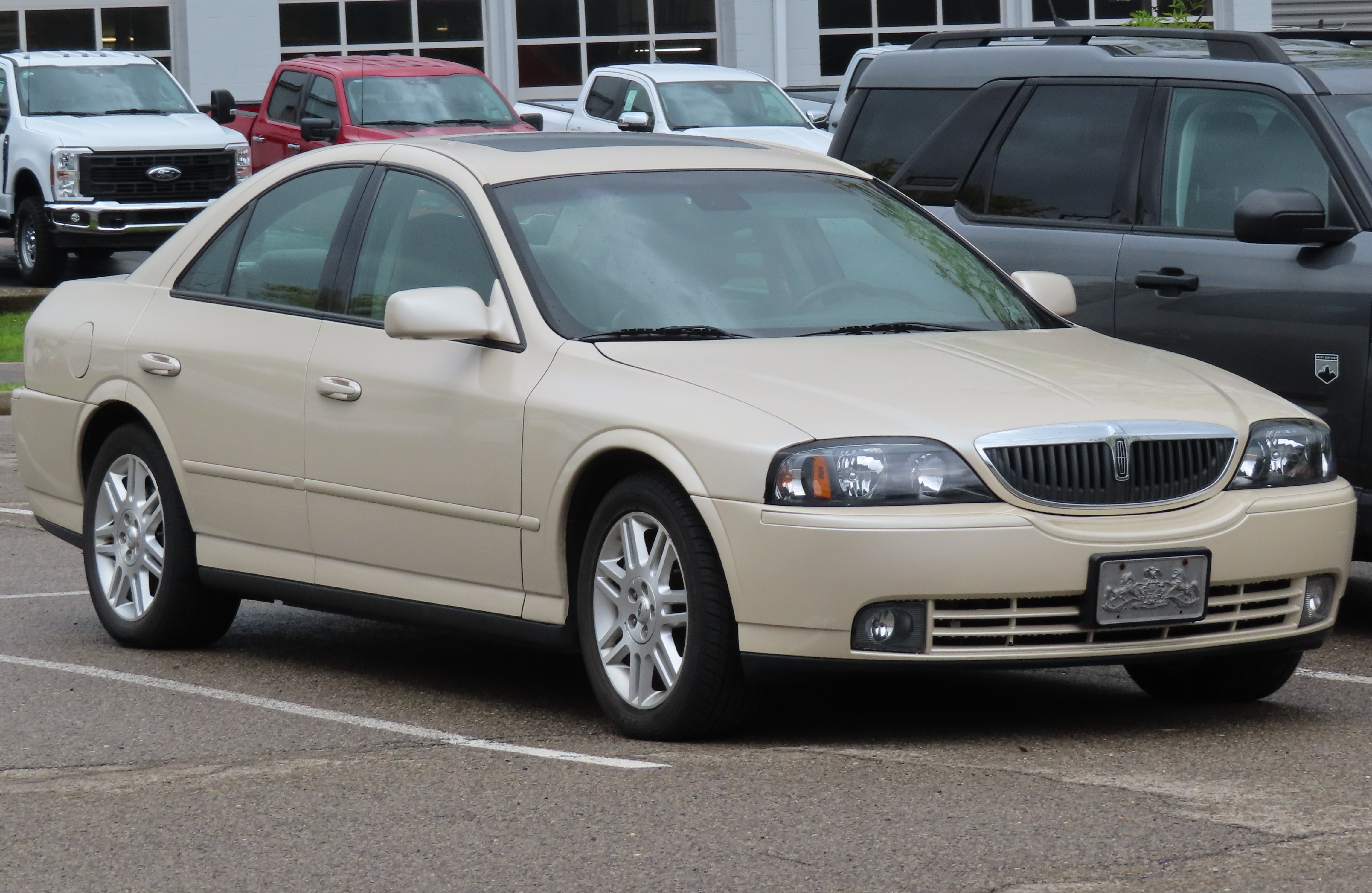
Lincoln LS (2002-2005)

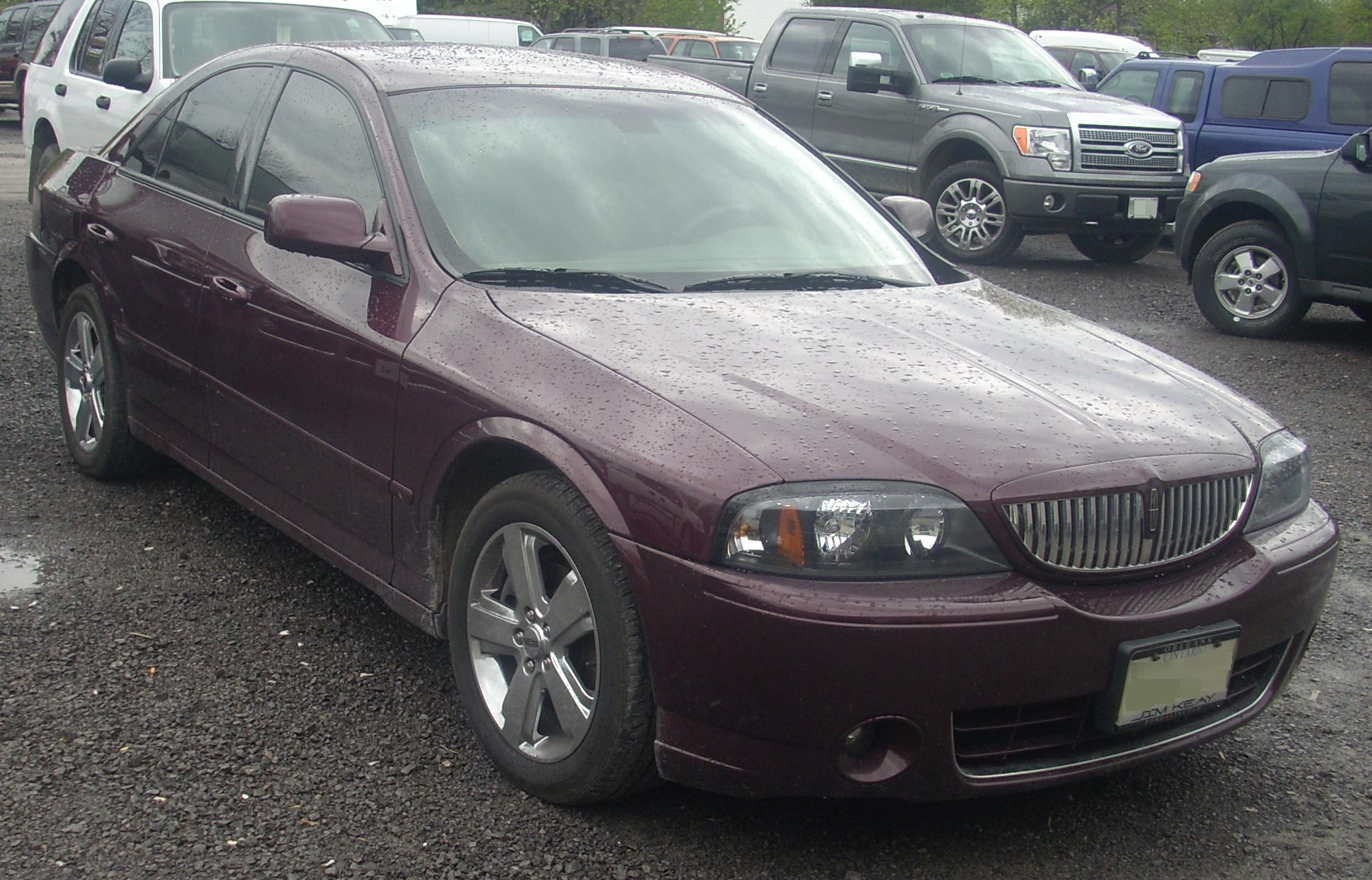
Lincoln LS (2006)

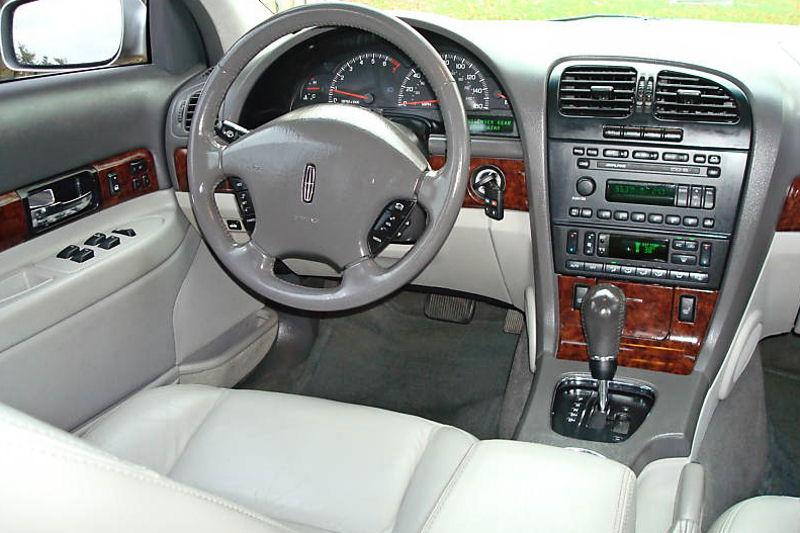

Lincoln LS6 (двигун V6) і LS8 (двигун V8) продавался на європейському ринку і повинні були зайняти нішу між автомобілями компанії Ford та автомобілями Jaguar. 
Автомобіль представлений в Європі як наступник Ford Scorpio. Lincoln LS збудований на платформі DEW98, що й Jaguar S-Type, а також отримав від останнього двигун AJ-V8.
LS отримав оновлення у 2003 році, що збіглося з тодішньою новою рекламною кампанією Lincoln «Travel Well». Зовнішній вигляд отримав ксенонові фари (опціонально) та оновлену кришку багажника з оновленими задніми ліхтарями.
У травні 2006 року виробництво LS завершено, наступником є Lincoln MKZ. 

## Двигуни
- 3.0 L Jaguar AJ / (Ford Duratec) V6 210/232 к.с. 278/298 Нм
- 3.9 L Jaguar AJ V8 252/280 к.с. 362/388 Нм

## Продажі
| рік  | США    |
| ---- | ------ |
| 1999 | 26,368 |
| 2000 | 51,039 |
| 2001 | 39,787 |
| 2002 | 39,775 |
| 2003 | 33,581 |
| 2004 | 27,066 |
| 2005 | 19,109 |
| 2006 | 8,797  |